# Municipio de Monroe (condado de Clarion)
El municipio de Monroe (en inglés: Monroe Township) es un municipio ubicado en el condado de Clarion en el estado estadounidense de Pensilvania. En el año 2000 tenía una población de 1.587 habitantes y una densidad poblacional de 53.9 personas por km².

## Geografía
El municipio de Monroe se encuentra ubicado en las coordenadas 41°08′17″N 79°24′09″O / 41.13806, -79.40250.

## Demografía
Según la Oficina del Censo en 2000 los ingresos medios por hogar en la localidad eran de $38,125 y los ingresos medios por familia eran de $45,329. Los hombres tenían unos ingresos medios de $32,083 frente a los $19,375 para las mujeres. La renta per cápita de la localidad era de $19,455. Alrededor del 10,3% de la población estaba por debajo del umbral de pobreza.